# Chilodus fritillus
Chilodus fritillus is een straalvinnige vissensoort uit de familie van de zilverkopstaanders (Chilodontidae). De wetenschappelijke naam van de soort is voor het eerst geldig gepubliceerd in 1997 door Vari & Ortega.